# Альварес, Эдуардо
Эдуардо Кортес (Эдди) Альварес (англ. Eduardo Cortes "Eddy" Alvarez; род. 30 января 1990, Майами, Флорида) — американский бейсболист и шорт-трекист, призёр летних и зимних Олимпийских игр.
В пять лет впервые стал на роликовые коньки. Изначально занимался баскетболом играл за сборную колледжа.
В 2013 году был введен в национальную сборную США.
На Олимпиаде в Сочи не смог выиграть личных медалей, а в составе эстафетной четвёрки завоевал серебро, уступив сборной России.
Вошёл в состав сборной США по бейсболу на Олимпийских играх 2020 года. Нёс флаг США на церемонии открытия. Стал шестым в истории атлетом, выигравшим медаль и на летней, и на зимней Олимпиаде.